# Jameela palmyra
Jameela palmyra (Syn. Erysichton palmyra) ist eine Schmetterlingsart aus der Familie der Bläulinge (Lycaenidae). Die Art wurde im Jahr 2010 von Grund & Eastwood zur neuen Gattung Jameela gestellt, deren Typusart sie ist.

## Merkmale
Die beiden Geschlechter unterscheiden sich stark in der Färbung der Flügeloberseiten, haben jedoch gleich gefärbte Flügelunterseiten. Letztere haben die für die Nacaduba-Sektion typische Musterung von weiß gerandeten schrägen Binden auf braunem Hintergrund. Die Vorderflügel haben 11 Flügeladern. Die Ader R1 ist mit Sc auf einer Länge von etwa 31 % von R1 verwachsen. Die Radialadern R1, R2 und R4+5 entspringen aus der Zelle. Die Ader R4+5 entspringt nahe der Ader M1, die Ader M3 ist zur Costa hin gebogen. CuA1 ist nahezu gerade, CuA2 ist etwas zum Dorsum hin gebogen. Der Tornus ist bei Männchen kantig. Die Zelle ist etwa 44 % so lang, wie die Costa. Auf den Hinterflügeln hat die Zelle 41 % der Länge des Flügels auf Höhe der Ader M2. Der Cubitus der Zelle ist um den Faktor 1:1,23 länger als der Zellradius. Die Adern Rs und CuA1 entspringen von der Zelle, CuA1 entspringt in der Nähe von M3 und 3A misst etwa 62 % der Länge von 1A+2A. Ein kurzes fadenförmiges Schwänzchen ist an der Ader CuA2 ausgebildet. Der Bogen am Tornus ist schwach entwickelt. Die Duftschuppen auf den Oberseiten der Flügel sind federballschlägerförmig, breit rechteckig, basal verjüngt und am Ende (terminal) abgerundet bis rechteckig. Sie haben 16 bis 18 Rippen. Die Facettenaugen sind behaart. Ihr REP (reflective eye pattern) ist vom Typ III (weiß pigmentiert). Die Fühler haben 33 bis 37 Glieder und sind ungefähr halb so lang, wie die Costa. Sie sind gescheckt und haben eine gelblich-orange Fühlerkeule, die bei präparierten Tieren abgeflacht ist. Die Labialpalpen zeigen nach oben. Sie sind bei den Männchen kräftiger gebaut, als bei den Weibchen. Der Saugrüssel ist lang. Die Beine haben apikal ein einzelnes Paar dorsaler Sinneshärchen. Die Schienen (Tibien) der mittleren und hinteren Beine sind apikal mit Spornen versehen.

## Vorkommen und Lebensweise
Die Art ist von den Molukken über Neuguinea und in Queensland sowie auf dem Bismarck-Archipel und den Salomonen verbreitet.
Die Raupen von Jameela palmyra wurden an Riemenblumengewächsen (Loranthaceae) nachgewiesen. Von ihnen ist lediglich bekannt, dass sie ausgewachsen rötlichbraun sind und Ähnlichkeit mit denen von Erysichton lineata haben, sich von diesen jedoch durch eine glattere Oberfläche ihres horizontal abgeflachten (onisciformen) Körpers unterscheiden. Die Puppen der Art sind wie auch die Eier unbekannt.

## Taxonomie und Systematik
Im Jahr 2010 wurde die Art von Grund & Eastwood gemeinsam mit Jameela albiplaga aus der Gattung Erysichton in die neu aufgestellte Gattung Jameela verschoben, wodurch Erysichton nunmehr nur noch die Typusart Erysichton lineata umfasst und damit monotypisch ist.
Der Art Jameela palmyra werden folgende Unterarten zugerechnet:
- Jameela palmyra palmyra (Felder, 1860); Syn.: Nacaduba hyperesia Fruhstorfer, 1916; Nacaduba poecilta Holland, 1900; Nacaduba valentina Grose-Smith, 1895
- Jameela palmyra tasmanicus (Miskin, 1890); Syn.: Lycaena elaborata Lucas, 1900; Lycaena tasmanicus Miskin, 1890
- Jameela palmyra lateplaga (Tite, 1963)
- Jameela palmyra coelia (Grose-Smith, 1894); Syn.: Nacaduba coelia Grose-Smith, 1894; Nacaduba subvariegata Rothschild, 1915
- Jameela palmyra clara (Tite, 1963)

## Belege